# 공주 단지리 산성
공주 단지리 산성(公州 丹芝里 山城)은 충청남도 공주시 우성면 단지리에 있는 삼국시대의 산성이다. 동대리산성(銅大里山城)이라고도 한다.

## 개요
단지리 산성은 공주시 우성면 동대리와 단지리를 경계하는 성재산 정상부, 해발 120m의 산 정상부에 테뫼식으로 축성되어 있다. 성벽이 많이 붕괴되어 있기는 하지만 성벽의 통과선은 확인할 수 있다. 성벽은 토성으로 알려져 있으나 현존하는 성벽은 편축식(片築式) 산성의 성벽처럼 되어 있어서 석성으로 축성한 것일 가능성도 있어 보인다. 전체적인 성의 평면 형태는 말각 장방형 내지는 타원형에 가까운 형태로 성벽 전체의 둘레는 433m다. 성벽은 편축식으로 축성하였으며, 남아있는 성벽의 높이는 3m 내외에 이른다. 편측에 의해 성벽을 쌓았기에 성벽 안쪽에는 폭이 9~10m 정도 되는 회랑도(回廊道)가 형성되어 있다. 
성의 부대시설 중에서 성문지의 흔적은 찾을 수 없다. 성내의 건물지로는 정상부에는 10×15m 정도의 평탄면이 있는데, 주변을 한눈에 감시할 수 있기 때문에 망루지 같은 것이 있었던 것으로 추정된다. 이외에 북벽의 안쪽, 현재 밤나무 밭으로 경작되고 있는 넓은 평탄면, 서벽과 남벽이 만나는 부분 등이 건물지로 추정되며 실제로 이 부근에서는 많은 양의와편 등이 수습된다. 한편 정상부에서 북벽 쪽으로 가는 중간 지점에는 석축의 우물이 남아 있다. 성내에서 수습되는 유물은 동벽, 남벽 근처, 우물자리 근처에서 많은 양의 토기편과 와편이 발견된다. 토기편은 회청색의 경질토기편이며, 와편은 선조문이 시문된 것들이다. 이들은 모두 백제시대 것으로 판단된다.

## 참고 문헌
- <公州大學校博物館 公州市,1995,《公州文化遺蹟》